# James Murray Robert Harrison
James Murray Robert Harrison, britanski general, * 1880, † 1957.